# Santuario per i mammiferi marini
Il Santuario Pelagos per la protezione dei mammiferi marini nel Mediterraneo (in francese: Sanctuaire Pelagos pour la protection des mammifères marins en Médiiterranée, in catalano: Santuari de Pelagos per la protecciò dels mamìfers marìns a la Mediterrània, in sardo: Santuariu Pelàgos pro sa protetzìone de sos mamiferos marinos in su Meditèrraneu, in corso: Santuariu Pelagos pà a prutezzione di i mammiferi marini in u Meditèrraniu, in gallurese: Santuariu Pelagos pà la prutizioni di li mammiferi marini in lu Méditirraniu, in sassarese: Santuariu Pelagos pà la prutizioni di li mammiferi marini i lu Meditèrraneu) è un'area marina protetta compresa nel territorio francese, monegasco e italiano, classificata come Area specialmente protetta di interesse mediterraneo. Nella sua area, si svolge annualmente la manifestazione nautica internazionale Operazione Delphis e la Regata dei cetacei.
È stato istituito in Italia nel 1991 dal Ministero dell'ambiente. Fondatore fu Giacomo Pizzetti, che gli diede il nome di Santuario per i mammiferi marini.

## Territorio
In territorio italiano, il Santuario per i mammiferi marini è stato istituito nel 1991 come area naturale marina protetta di interesse internazionale, e occupa una superficie a mare di 2.557.258 ha (circa 25.573 km²) nelle regioni Liguria, Sardegna e Toscana..
L'area marina protetta internazionale fu invece istituita, con il contributo scientifico dell'Istituto Tethys, grazie all'iniziativa del Rotary Club Milano Porta Vercellina, all'intervento del Rotary International e al sostanziale contributo di AERA (Associazione Europea Rotary per l'Ambiente) nel 1999  grazie alla collaborazione dei tre paesi nella quale il santuario è compreso: Francia (Costa Azzurra e Corsica), Principato di Monaco e Italia (Liguria, Toscana e nord della Sardegna).
Essa si estende nel bacino corso-ligure-provenzale da Punta Escampobariou (vicino alla città francese di Tolone) a Capo Falcone e capo Ferro (Sardegna), fino al Chiarone (confine tra Toscana e Lazio) e occupa una superficie marina complessiva di circa 87.500 km².

## Comuni
Il Santuario riguarda 124 comuni francesi, 111 comuni italiani e 1 del Principato di Monaco.

## Fauna

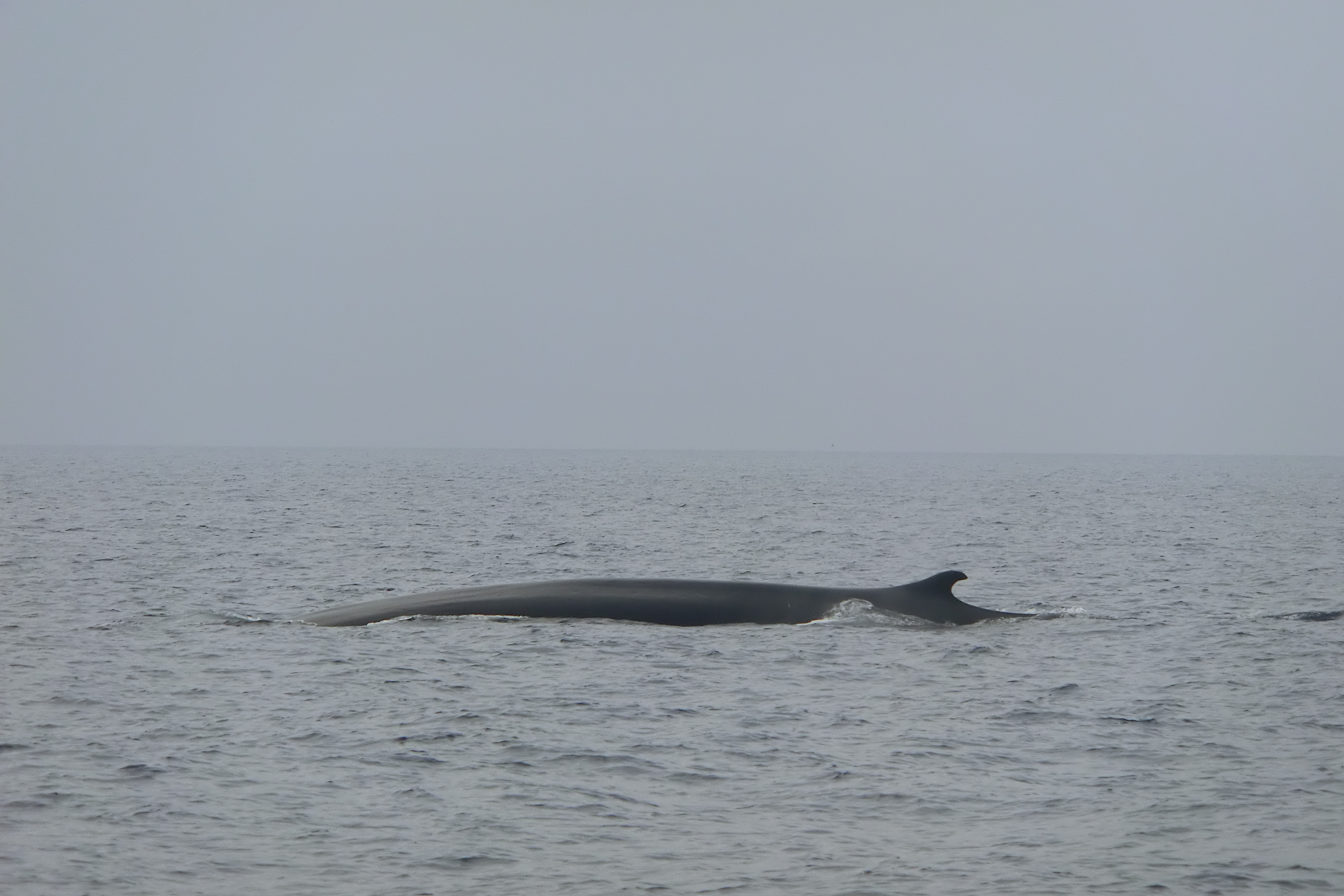
Balenottera comune al largo della costa ligure

Una serie di studi ha rilevato che in questa zona del mar Mediterraneo vi è una massiccia concentrazione di cetacei, grazie soprattutto alla ricchezza di cibo. I mammiferi marini sono rappresentati da dodici specie: la balenottera comune (Balaenoptera physalus) il secondo animale più grande al mondo (secondo solo alla balenottera
azzurra), il capodoglio (Physeter macrocephalus), il delfino comune (Delphinus delphis), il tursiope (Tursiops truncatus), la stenella striata (Stenella coeruleoalba), il globicefalo (Globicephala melas), il grampo (Grampus griseus), lo zifio (Ziphius cavirostris). Più rari, la balenottera minore (Balaenoptera acutorostrata), lo steno (Steno bredanensis), l'orca (Orcinus orca) e la pseudorca (Pseudorca crassidens).
Nel 1992 venne effettuato un censimento sulla superficie di quello che sarebbe divenuto il Santuario dei cetacei da parte dell'Istituto Tethys, da Greenpeace e dall'Università di Barcellona, che consentì la stima numerica delle stenelle (32.800 esemplari) e delle balenottere comuni (830 esemplari) presenti nella zona nel periodo estivo.
Un recente rapporto di Greenpeace ha però documentato un drammatico calo delle popolazioni di cetacei presenti e una inadeguatezza delle misure di tutela messe in atto. I dati raccolti da Greenpeace ad agosto 2008 riportano la presenza solo di un quarto delle balenottere e meno di metà delle stenelle rilevate negli anni novanta.

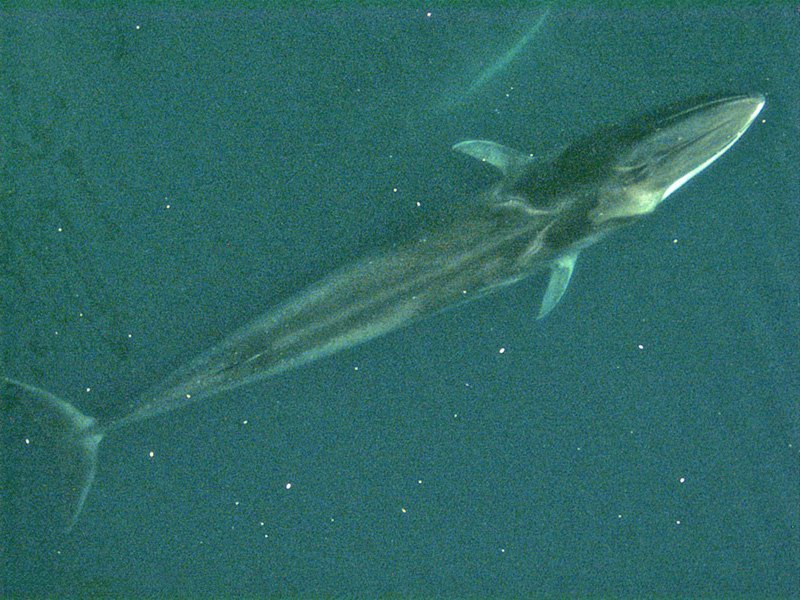
Balaenoptera physalus Balenottera comune
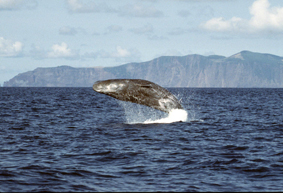
Physeter macrocephalus Capodoglio
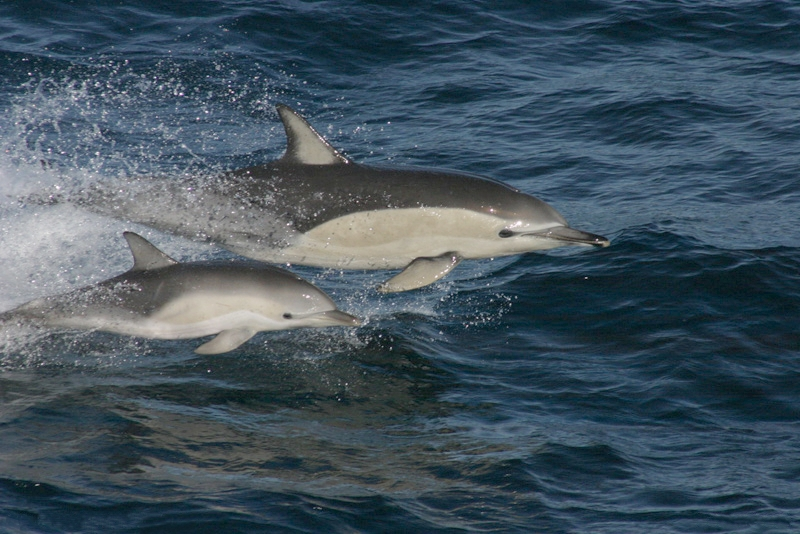
Delphinus delphis Delfino comune
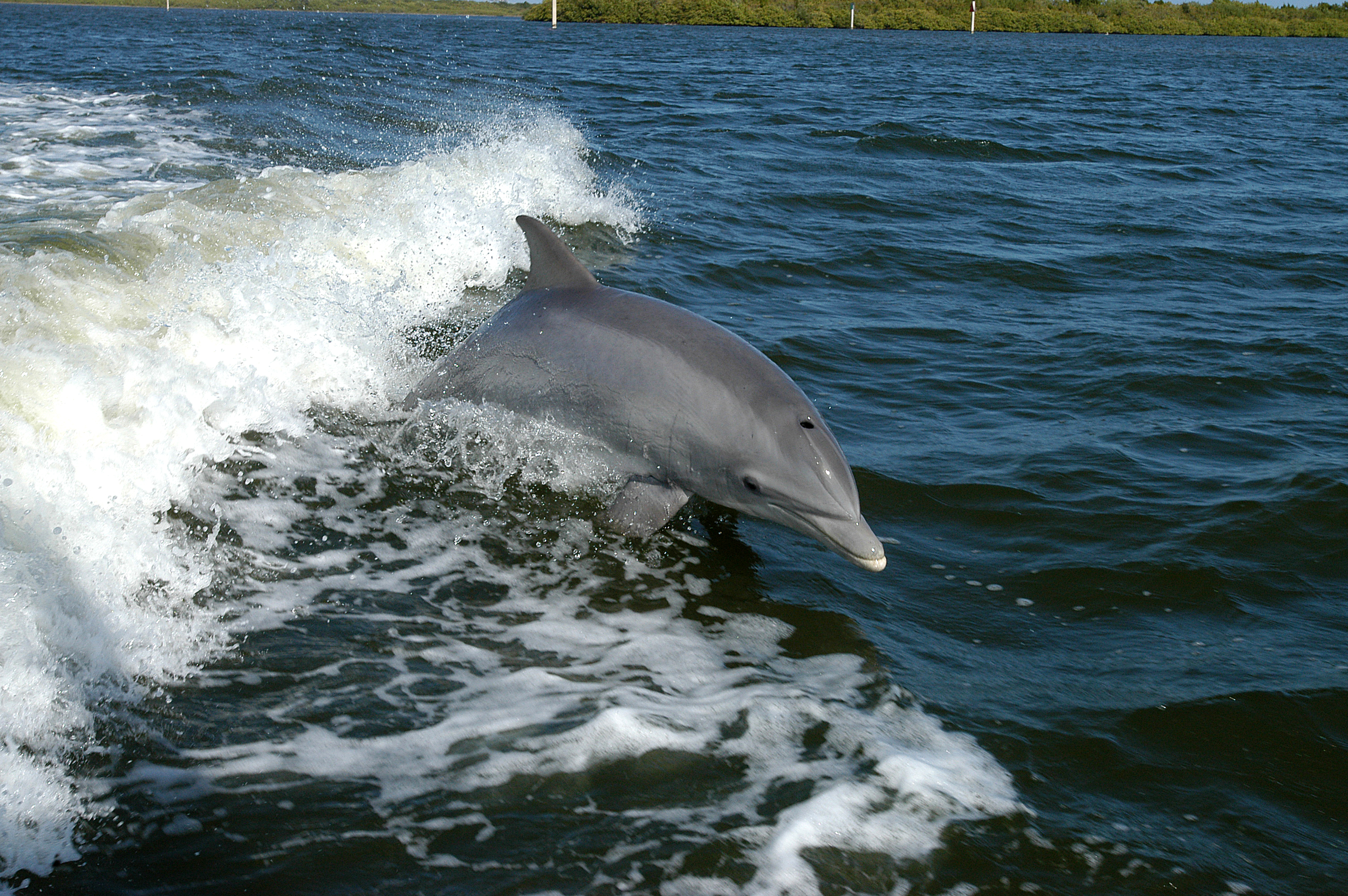
Tursiops truncatus Tursiope
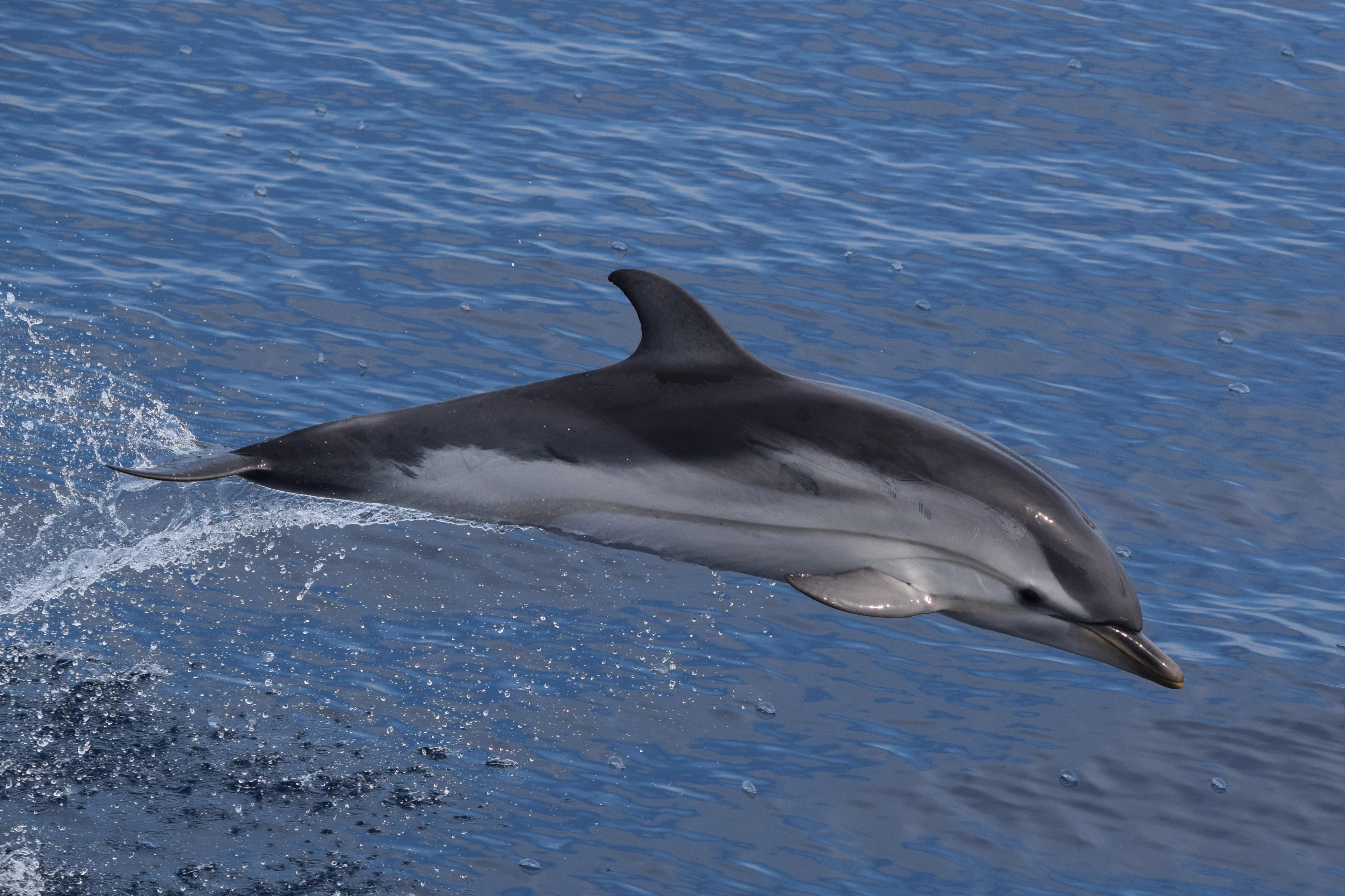
Stenella coeruleoalba Stenella striata
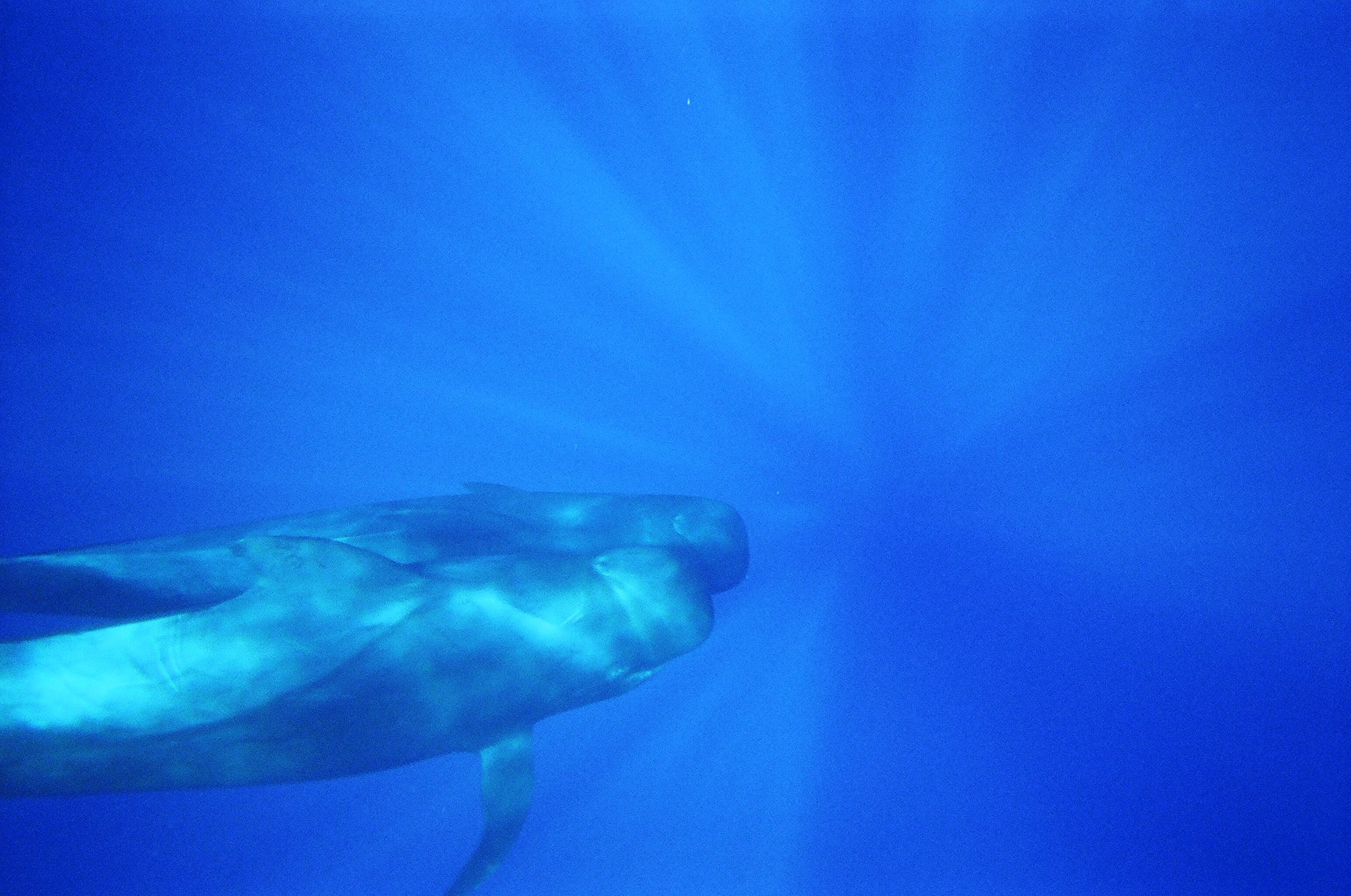
Globicephala melas Globicefalo
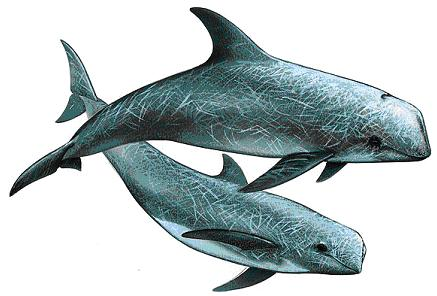
Grampus griseus Grampo
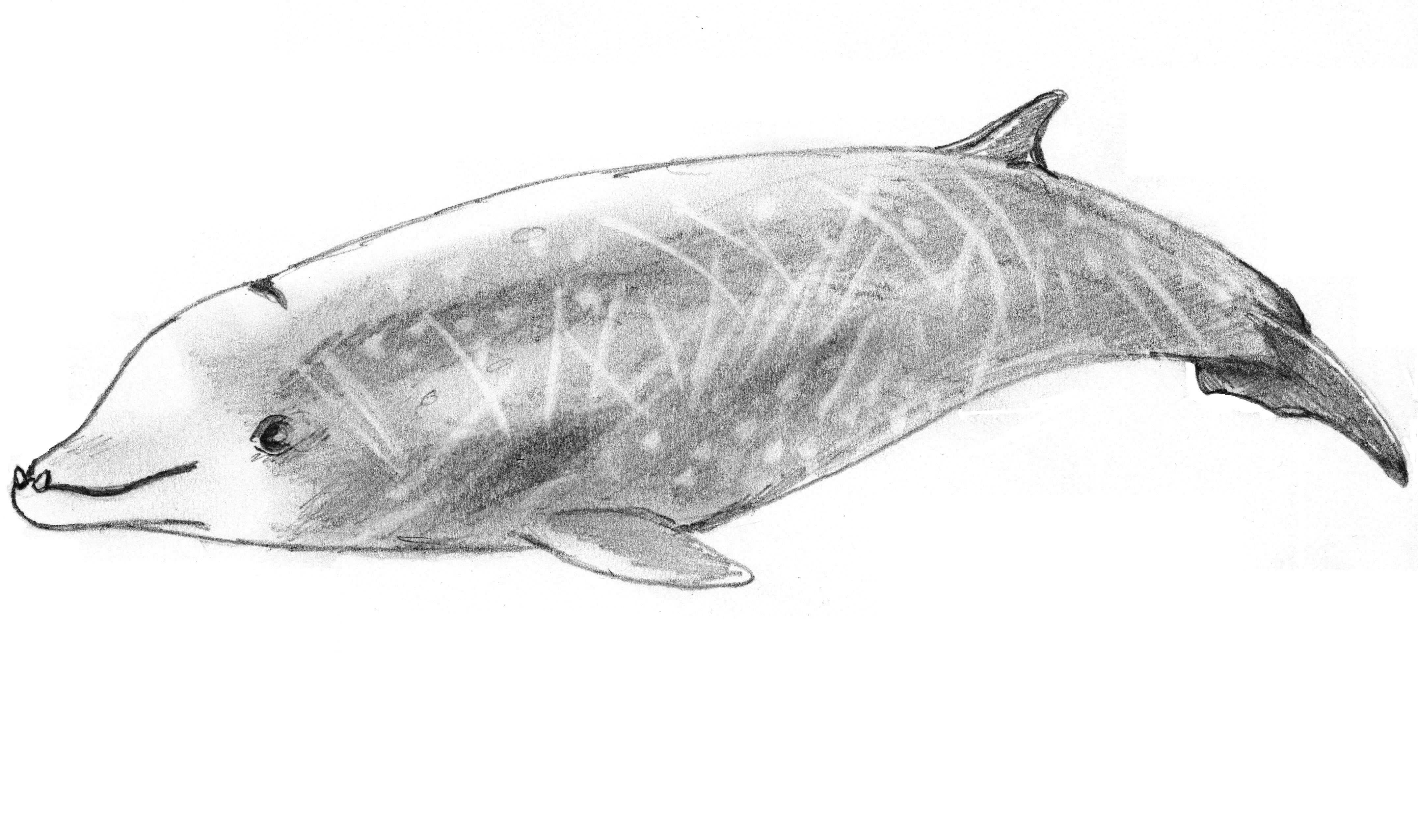
Ziphius cavirostris Zifio
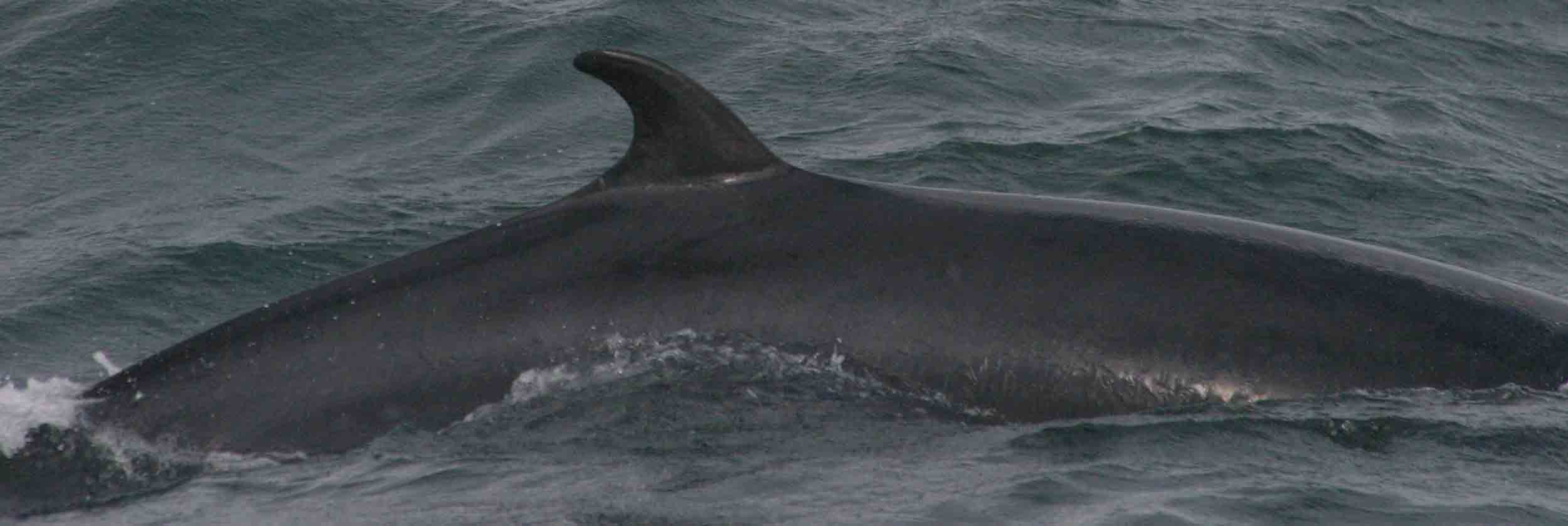
Balaenoptera acutorostrata Balenottera minore (rara)
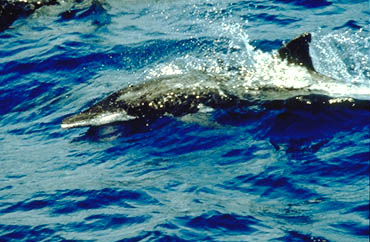
Steno bredanensis Steno (raro)
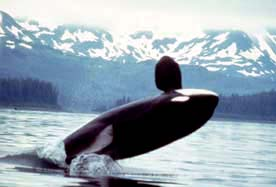
Orcinus orca Orca (rara)
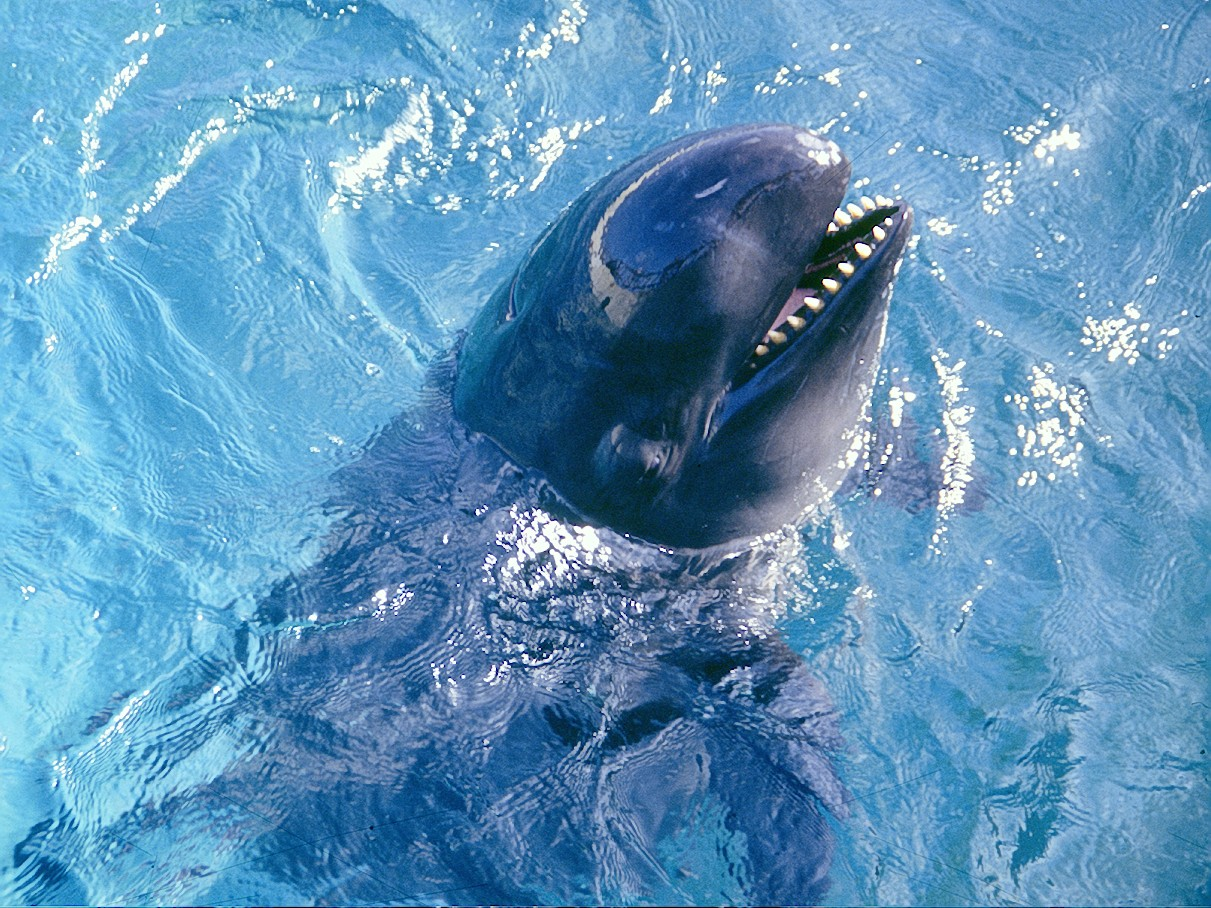
Pseudorca crassidens Pseudorca (rara)

## Strutture ricettive
Il Santuario è meta, nel periodo estivo, di visite guidate alla scoperta dell'ambiente marino e dei suoi abitanti.
L'Istituto Tethys, fondato nel 1986, è attivo da anni nella salvaguardia, nella cura e nello studio dei cetacei e dell'ambiente marino; gli esemplari vengono identificati singolarmente attraverso fotografie o filmati, custoditi in una banca dati europea. Grazie alla presenza di balene e delfini lo stesso istituto organizza una serie di crociere in barca nel corso dei quali i visitatori, accompagnati da biologi marini ed esperti, possono praticare l'osservazione dei cetacei. Esistono inoltre numerosi operatori privati, con base nei porti di Genova, Savona, Imperia, Sanremo e Viareggio, che organizzano escursioni in barca all'interno del Santuario.
In Sardegna nel Parco nazionale dell'Asinara nel centro di recupero di Tartarughe Marine a Fornelli (Porto Torres)

## Documentari
- Il re del mare e altre storie: Nel 2010, anno internazionale della biodiversità, la Toscana ha realizzato questo documentario naturalistico e cortometraggio, in cui si racconta dell'ambiente marino della Toscana ed in particolare della vita dei grandi mammiferi marini attuali e fossili, che sono il simbolo della biodiversità nel Mar Mediterraneo.
- Lineablu ha dedicato all'interno della puntata andata in onda su Rai 1 il 14 giugno 2008 un servizio dedicato al Santuario dei Cetacei e al Veliero dei delfini[9].